# Вос, Виллем де
Виллем де Вос (нидерл. Willem de Vos, лат. Gvilielmvs de Vos; ок. 1593, Антверпен —1629, Антверпен) — южнонидерландский (фламандский) живописец-портретист начала XVII века, родом из Антверпена. Племянник и ученик фламандского живописца Мартена де Воса (1532—1603).

## Биография
Точные даты рождения и смерти художника неизвестны: в исторических хрониках сохранилось крайне мало информации. Известно, что в 1600 году Виллем де Вос стал деканом антверпенской Гильдии Святого Луки и на протяжении всей творческой жизни имел многочисленных учеников. Отмечено также, что у него была большая мастерская в Антверпене. Одним из его учеников был Юстус Сустерманс — позднее прославившийся как художник-портретист.
Однако, не сохранилось ни одного живописного произведения, которое можно было бы с твёрдой уверенностью отнести к творчеству Виллема де Воса (как и в творчестве Яна де Валя — художника того же периода). Тем не менее, портрет самого мастера был награвирован известным фламандским живописцем и гравёром эпохи барокко Антонисом Ван Дейком для знаменитой серии гравированных портретов современников в смешанной технике офорта и резца под названием «Иконография».